# Georg Jung (Fußballspieler)
Georg Jung (* 4. August 1946) ist ein ehemaliger deutscher Fußballspieler.

## Laufbahn
Beim FSV Schifferstadt hat der junge Außenläufer in der Saison 1964/65 bei der Erringung der Vizemeisterschaft in der 1. Amateurliga Südwest hinter Meister und Regionalligaaufsteiger SV Alsenborn und in der Südwestauswahl im Länderpokal auf sich aufmerksam gemacht. Zur Saison 1965/66 unterschrieb er einen Vertrag beim FK Pirmasens in der damals zweitklassigen Regionalliga Südwest. In seiner Debütsaison, 1965/66, errang der FKP die Meisterschaft im Südwesten und Jung hatte in 25 Ligaeinsätzen unter Trainer Kurt Sommerlatt an der Seite von Mitspielern wie Horst Brill, Alois Herbrik, Peter Jann, Heinrich Seebach, Hans-Erwin Volberg, Roland Weida und Hilmar Weishaar fünf Tore erzielt. In der Bundesliga-Aufstiegsrunde scheiterte Pirmasens punktgleich – jeweils 8:4 Punkte – an Fortuna Düsseldorf. Jung absolvierte alle sechs Aufstiegsspiele. Bis 1968 spielte Jung für den FK Pirmasens in der Regionalliga Südwest und absolvierte 62 Regionalligaspiele mit sieben Toren. Anschließend war er drei Jahre für Rot-Weiss Essen aktiv. 1969 stieg er mit Essen in die Bundesliga auf und bestritt bis 1971 52 Bundesligaspiele (3 Tore) für RWE. In der Saison 1971/72 spielte der Mittelfeldspieler für Tasmania Berlin in der Berliner Stadtliga. Jung spielte noch weitere sechs Jahre als Profi beim Wuppertaler SV. Sein größter Erfolg beim WSV war 1972/73 das Erreichen des vierten Tabellenrangs in der Bundesliga. 1975 musste er mit seinem Verein den Abstieg in die 2. Bundesliga Nord hinnehmen. Insgesamt kam er in seiner Karriere auf 114 Spiele (7 Tore) in der Bundesliga und 65 Spiele (ein Tor) in der 2. Bundesliga Nord.